# ساموئل جانسون (بازیکن فوتبال، زاده ۱۹۸۴)
ساموئل جانسون (انگلیسی: Samuel Johnson؛ زادهٔ ۲۵ ژانویهٔ ۱۹۸۴) بازیکن فوتبال اهل گینه بود.
از باشگاه‌هایی که در آن بازی کرده است می‌توان به باشگاه ورزشی کاظمه کویت و باشگاه ورزشی اسماعیلی اشاره کرد.
وی همچنین در تیم ملی فوتبال گینه بازی کرده است.